# Vrbnik (Primorje-Gorski Kotar)
Vrbnik (Italiaans: Verbenico; Duits: Vörbnick) is een dorp en gemeente in de provincie Primorje-Gorski Kotar in Kroatië. Het dorp is gelegen op een 48 meter hoog rotsachtig uitsteeksel in de Adriatische Zee, aan de oostkust van het eiland Krk.
Vrbnik heeft een inwoneraantal van 944 (2001). In de totale gemeente Vrbnik wonen 1245 mensen. Behalve Vrbnik liggen in deze gemeente nog 3 kleinere dorpen.

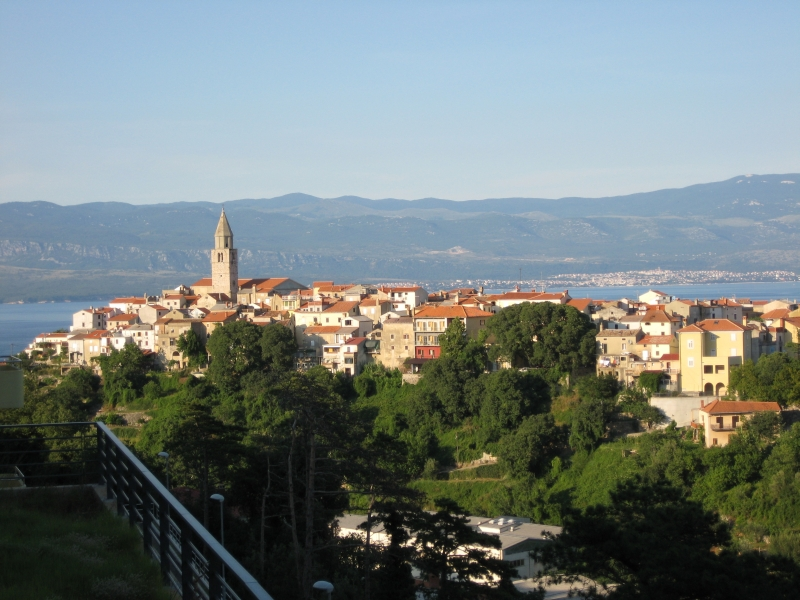
Vrbnik

Steden (gradovi): Rijeka · Bakar · Cres · Crikvenica · Čabar · Delnice · Kastav · Kraljevica · Krk · Mali Lošinj · Novi Vinodolski · Opatija · Rab · Vrbovsko

Gemeenten (općine): Baška · Brod Moravice · Čavle · Dobrinj · Fužine · Jelenje · Klana · Kostrena · Lokve · Lopar · Lovran · Malinska-Dubašnica · Matulji · Mošćenička Draga · Mrkopalj · Omišalj · Punat · Ravna Gora · Skrad · Vinodolska · Viškovo · Vrbnik